# Морви (княжество)

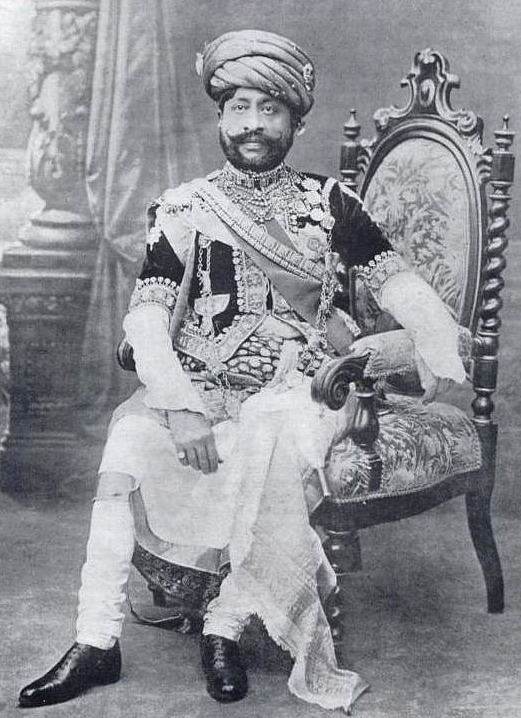
Изображение Махараджи Тхакура Сахиба Морви сэра Вагджи II Раваджи (1858—1922)

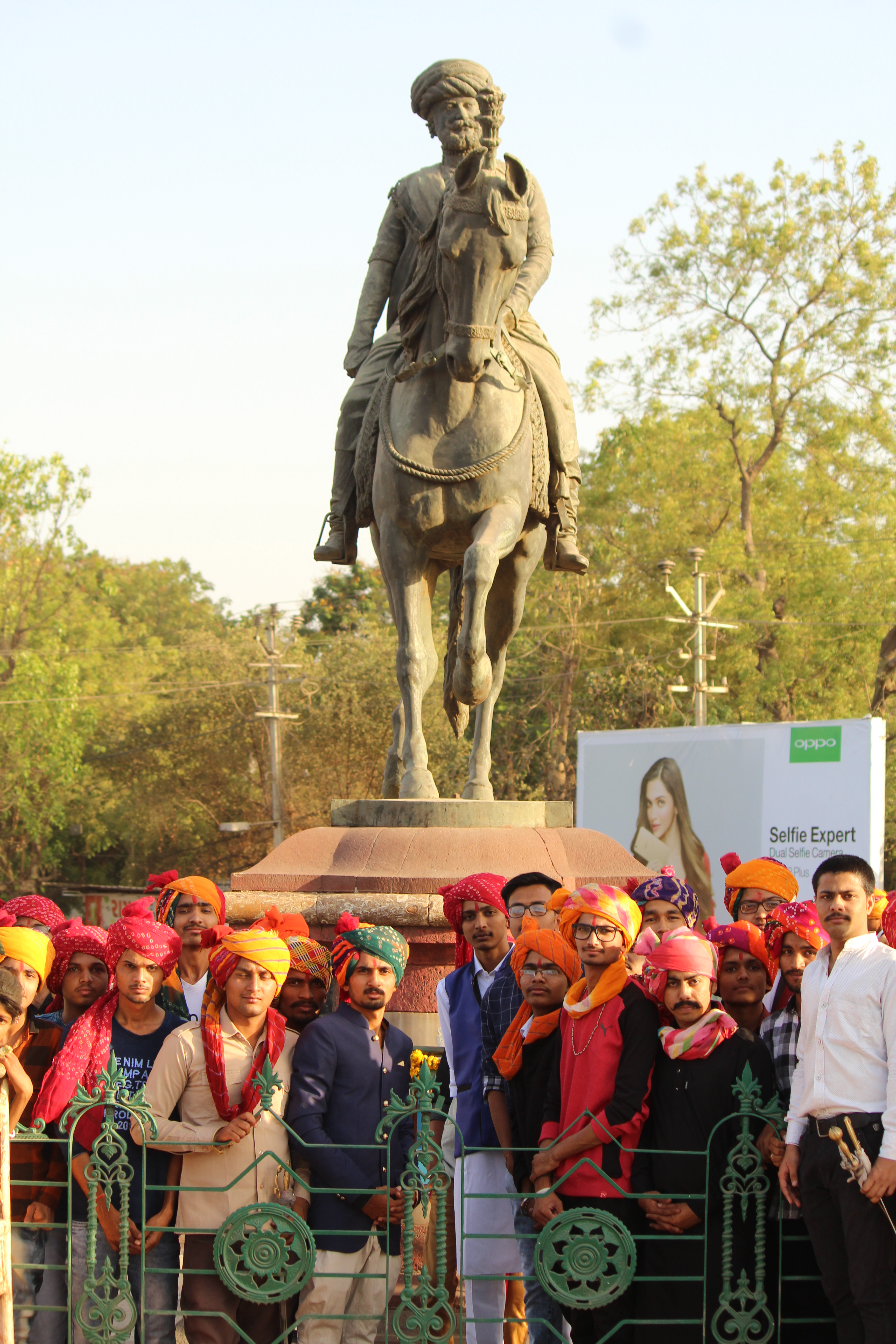
Конная статуя Вагджи

Княжество Морви или Морби (гудж. મોરબી રજવાડું) — туземное княжество Британской Индии. Оно находилось в историческом регионе Халар на полуострове Катхиявар. Город Морви (Морби) в штате Гуджарат был столицей одноименного княжества.
Последний правитель княжества подписал акт о присоединении к Индийскому Союзу 15 февраля 1948 года.

## История
Морви было основано как княжеское государство около 1698 года Каньоджи, наследником княжества Кач, который бежал из Бхуджа вместе со своей матерью после того, как его отец Раваджи был убит, а трон захватил его дядя Прагмалджи I. В 1807 году Морви стало британским протекторатом. Государство находилось в колониальном подчинении Катхияварского агентства Бомбейского президентства.
В 1943 году, с внедрением «схемы присоединения», государство Морви расширило свою территорию еще на 310 км2 с населением около 12 500 человек, когда были объединены Хадала Талук и Котда-Наяни Тана, а также небольшое княжество Малия.
15 августа 1947 года государство прекратило свое существование, объединившись в западно-индийский объединенный штат Саураштра (первоначально - Катхиавар), который позже слился в штат Бомбей. В настоящее время территория княжества Морби входит в состав индийского штата Гуджарат.

## Правители княжества
Правители государства носили титул Тхакур-Сахиб, пока последний не добавил более высокий титул Махараджа в 1926 году.

### Тхакур-Сахибы
- 1698—1733: Каньоджи Раваджи (из Кача) (? — 1733), старший сын Кумара Шри Раводжи Раядханджи Сахиба
- 1733—1739: Алиядзи Каньодзи (? — 1739), второй сын предыдущего
- 1739—1764: Раваджи Алияджи I (? — 1764), старший сын предыдущего
- 1764—1772: Пачанджи Раваджи (? — 1772), старший сын предыдущего
- 1772—1783: Вагджи и Раваджи (? — 1783), сводный брат предыдущего
- 1783—1790: Хамирджи Вагджи (? — 1790), старший сын предыдущего
- 1790—1828: Джаджи Вагджи (? — 1828), младший брат предыдущего
- 1828—1846: Притхираджи Джьяджи (? — 1846), старший сын предыдущего
- 1846 — 17 февраля 1870: Раваджи II Притхираджи (1828 — 17 февраля 1870), единственный сын предыдущего
- 17 февраля 1870 — 11 июля 1922: Вагджи II Раваджи (17 апреля 1858 — 11 июля 1922), старший сын предыдущего. Получил личный титул махараджи с 16 февраля 1887 года. С 30 июля 1887 года — сэр Вагджи II Раваджи.
- 17 февраля 1870 — 1 января 1879: регенты (Административный совет)
- 11 июля 1922 — 3 июня 1926: Лахдирджи Вагджи (26 декабря 1876 — 4 мая 1957), старший сын предыдущего.

### Тхакур Сахиб Махараджа
- 3 июня 1926 — 15 августа 1947: Лахдирджи Вагджи (26 декабря 1876 — 4 мая 1957), старший сын Вагджи II Раваджи. С 1 января 1930 года — сэр Лахдирджи Вагджи.

### Титулярные махараджи
- 15 августа 1947 — 21 января 1948: Лахдирджи Вагджи (26 декабря 1876 — 4 мая 1957), старший сын Вагджи II Раваджи
- 21 января 1948 — 17 августа 1957: Махендрасинджи Лахдхираджи (1 января 1918 — 17 августа 1957), пятый сын предыдущего
- 17 августа 1957 — 22 августа 1978: Маюрдхвадж Махендрасинджи (29 ноября 1953 — 22 августа 1978), единственный сын предыдущего
- 22 августа 1978 — настоящее время: Вишалдитьясинджи Маюрдхвадж (род. 1973), сын Роя Чарльза Артура Патрао и Махараджкумари Ба Шри Майи Драупати Деви Сахиб, внук по материнской линии Махендрасинджи Лахдхираджи.